# Armada (Michigan)
Pour les articles homonymes, voir Armada.
Le village d'Armada est situé dans le comté de Macomb, dans l’État du Michigan, aux États-Unis. Sa population s’élevait à 1 730 habitants lors du recensement de 2010, estimée à 1 729 habitants en 2018.

## Personnalités liées à la ville
- Martha Griffiths (1912-2003), femme politique, y est morte.

## Source
- (en) Cet article est partiellement ou en totalité issu de l’article de Wikipédia en anglais intitulé « Armada, Michigan » (voir la liste des auteurs).